# Isotope fissile
Un isotope fissile est un élément chimique dont le noyau atomique peut subir une fission nucléaire sous l'effet d'un bombardement par des neutrons thermiques ou rapides. Le seul isotope fissile naturel par des neutrons thermiques est l'uranium 235, les autres étant produits artificiellement.
Le terme « fissible », à l'emploi moins répandu, peut renvoyer soit à des isotopes fissiles, soit à des isotopes susceptibles de fissionner uniquement sous l'effet d'un bombardement de neutrons rapides à l'exclusion des neutrons thermiques, soit à des isotopes susceptibles de fissionner par des neutrons rapides.

## Définition
Un isotope est dit fissile si son noyau atomique peut subir une fission nucléaire sous l'effet d'un bombardement par des neutrons thermiques ou rapides. Le seul isotope fissile naturel par des neutrons thermiques est l'uranium 235, les autres étant produits artificiellement (voir liste ci-dessous).
Un isotope « fissible » est, selon les sources :
- soit simplement un isotope fissile[2] ;
- soit un isotope avec lequel il est possible d'obtenir une réaction en chaîne par des neutrons rapides (selon cette définition, l'uranium 238 n'est pas fissible mais le plutonium 240 l'est)[3][source secondaire souhaitée] ;
- soit un isotope susceptible de fissionner sous l'effet d'un bombardement de neutrons rapides[4].

## Principaux isotopes fissiles
Les principaux isotopes fissiles avec un neutron thermique sont :
- protactinium : 230
91Pa ;
- thorium : 227
90Th ;
- uranium : 231
92U, 232
92U, 233
92U et 235
92U ;
- neptunium : 236m
93Np et 238
93Np ;
- plutonium : 236
94Pu, 237
94Pu, 239
94Pu, 241
94Pu et 243
94Pu ;
- américium : 241
95Am, 242m
95Am, 242
95Am et 244
95Am ;
- curium : 242
96Cm, 243
96Cm, 245
96Cm et 247
96Cm ;
- californium : 249
97Cf et 251
97Cf.

Lorsque les neutrons sont rapides, d'autres noyaux peuvent fissionner.

## Production
Seul l'uranium 235 se trouve dans la nature, et constitue de ce fait le point d'entrée du cycle du combustible nucléaire : les autres isotopes sont obtenus par transmutation d'isotope fertile. Ils ne sont pas tous exploitables de manière industrielle.
- 233
92U est produit par le cycle du thorium, dont il constitue l'élément fissile.
- 239
94Pu et 241
94Pu sont produits dans le cycle du plutonium : ils participent à la production d'énergie à partir de l'uranium, mais peuvent également servir de combustibles dans les cycles surgénérateurs. Ces deux isotopes sont des constituants du plutonium qui peut être récupéré par retraitement nucléaire. La demi-vie de 241
94Pu, qui n'est que de 14,3 ans, le rend difficilement exploitable de manière autonome.
- 241
95Am fait également partie du cycle du plutonium ; mais sa demi-vie de 432 ans le rend très radioactif et difficilement exploitable industriellement.
- Le 227
90Th a une période de 18,5 jours, le 238
93Np a une demi-vie de 2,11 jours, le 243
94Pu une demi-vie de moins de cinq heures, 242
95Am de 16 h et 244
95Am de 10 h : ces demi-vies très faibles les rendent en pratique impropres à un quelconque usage technique.
- Les isotopes 249
98Cf et 251
98Cf ne sont pas commodément productibles en quantité significative.
- Parmi les isotopes du curium (qui appartiennent tous au cycle du plutonium), seul le 245
96Cm a une demi-vie suffisante pour une éventuelle exploitation technique.

## Emploi
Dans les filières industrielles actuelles, l'uranium 235 et les isotopes 239Pu et 241Pu du plutonium servent à un usage civil (combustible dans les réacteurs nucléaires) ou militaire (bombe A).
L'uranium 233 est aussi utilisé dans le cycle du thorium, mais de manière plus confidentielle, principalement pour le programme nucléaire de l'Inde.